# Grand Theft Auto III
Grand Theft Auto III (GTA III) is het derde computerspel uit de Grand Theft Auto-serie, ontwikkeld door DMA Design (nu Rockstar North) en uitgegeven door Rockstar Games. Het spel verscheen in oktober 2001 voor de PlayStation 2, in 2002 voor Windows, in 2003 voor de Xbox, in 2010 voor OS X, in 2011 voor IOS en Android, in 2012 voor PlayStation 3, in 2015 voor PlayStation 4 en in 2021 voor Nintendo Switch.
Waar bij de eerste twee delen nog met een topview moest worden gespeeld, is GTA III geheel in 3D. Dit deel kreeg meer aandacht voor de verhaallijn van het spel en voor de stemmen van de personages. Het spel verkocht erg goed en werd de eerste kaskraker in de serie, maar kreeg ook hevige kritiek vanwege de gewelddadige inhoud.
Het spel heeft in 2001 GameSpot's Game of the Year gewonnen.

## Gameplay
GTA III is vooral populair geworden door de mogelijkheden van een openwereldspel. Het hoofdpersonage, Claude, kan vrij worden bestuurd door een stedelijke omgeving. Hierbij kan men zich te voet, met een auto, met een boot of met de metro verplaatsen. Verder heeft de speler de beschikking over een ruime voorraad aan wapentuig, variërend van een honkbalknuppel tot een tank. Het is uiteindelijk de bedoeling om een grote gangster te worden in de onderwereld van Liberty City.
Gedurende het spel moeten er verschillende missies worden uitgevoerd. Deze bestaan voornamelijk uit het met auto's reizen van een begin- naar een eindlocatie, waarbij onderweg collega-criminelen of de politie moet worden opgeruimd. Met elke missie wordt geld verdiend, waarmee bijvoorbeeld wapens kunnen worden gekocht. Het is ook mogelijk om zoals in voorgaande GTA-spellen Kill Frenzy-acties te doen genaamd Rampages. Hierbij moet de speler een bepaalde doelgroep mensen binnen een bepaalde tijd uitmoorden.
De missies worden in eerste instantie gegeven door bazen van de maffia. Naarmate het spel vordert, worden deze bazen steeds belangrijker en rijker. Dientengevolge worden de missies ook steeds moeilijker.

## Verhaal
Het verhaal van GTA III speelt zich af in Liberty City, een stad die gebaseerd is op New York, in het jaar 2001. Liberty City is een stad die geregeerd wordt door criminaliteit en bendes die elkaar naar het leven staan.
De hoofdpersoon in het verhaal is Claude, hoewel zijn naam nooit in het spel genoemd wordt. Claude is een man van weinig emoties, hij praat niet en toont ook geen gevoelens. Uit de openingsscène wordt duidelijk dat er een overval op een bank in Liberty City gepleegd wordt. Claude rent samen met zijn partner-in-crime Catalina Vialpando langs de achteruitgang naar de vluchtauto. Echter, wanneer Claude bijna bij de wagen aankomt wordt hij door Catalina neergeschoten en voor dood achtergelaten. Vervolgens komt er een krant in beeld met een stuk over Claude, die opgepakt is door de politie en voor een lange tijd de gevangenis indraait.
Wanneer Claude samen met twee andere mannen naar de gevangenis wordt vervoerd, wordt het konvooi tot stoppen gedwongen door het Colombian Cartel, waarbij een Aziatische gevangene door de Colombianen wordt meegenomen. Claude en de andere gevangene ontsnappen, waarna ze zien dat de Callahan Bridge tot ontploffing gebracht wordt. Claude besluit zich samen met 8-Ball, zijn medegevangene uit de voeten te maken. 8-Ball heeft connecties met de Leone-familie, een Italiaanse maffia-bende die een deel van Liberty City in zijn macht heeft.

## Afloop
Claude werkt een tijdje voor de Leone familie, en brengt onder andere de Chinese Triads en de Forelli maffiafamilie zware klappen toe. Maar dan wordt de vrouw van Don Salvatore Leone, Maria genaamd, smoorverliefd op Claude, terwijl Claude helemaal niets in haar ziet. Don Salvatore ontdekt dit en probeert hen beiden te vermoorden.
Maria en Claude weten te ontsnappen naar Staunton Island. Daar krijgen ze hulp van een goede vriendin van Maria, Asuka Kasen, tevens de zus van de Waka Gashira van de Japanse Yakuzain Liberty City. Hier doet Claude nog een aantal opdrachten. Zo vermoordt hij Salvatore Leone, zodat hij bij de Yakuza mag. Claude helpt ook nog de Yardies, een bende uit Jamaica, maar die verraden Claude ook aan het Colombian Cartel en ex-vriendin Catalina. Op een gegeven moment moet Claude voor een van zijn opdrachtgevers de Yakuza tegen de Colombians opzetten door in een voertuig van de Colombian Kenji Kasen te vermoorden. De Yakuza en Asuka zijn in shock en verklaren natuurlijk meteen de oorlog aan de Colombianen. Dan komen Asuka, Maria en Claude een basis van het Colombian Cartel op het spoor en doden iedereen daar. Catalina weet te ontkomen, maar haar partner, genaamd Miguel, wordt gevangengenomen en door Asuka en gemarteld tot hij hen alles vertelt. Er komt een belangrijk pakketje voor Catalina en dus gaat Claude dat onderscheppen. Als hij terug bij de oude basis van de Colombians aankomt (die inmiddels door de Yakuza is overgenomen), is iedereen daar echter dood, ook Miguel en Asuka.
Claude vindt een briefje van Catalina, waarop staat dat hij een half miljoen dollar naar Cedar Grove op Shoreside Vale moet brengen om Maria terug te krijgen. Als hij daar is, geeft hij het geld aan Catalina en dan ontsnapt ze in een helikopter met Maria naar de Cochrane Dam, denkend dat Claude al gedood is door haar mannen. Maar Claude heeft alle Colombianen bij het landhuis gedood en komt haar achterna. In een hevig vuurgevecht bij de dam schiet Claude Catalina's helikopter neer die in een vlammenzee neerstort op de dam. Als Maria is bevrijd door Claude, maar dan blijft doorzeuren tegen hem, wordt het beeld ineens zwart en is er een schot te horen dat Maria waarschijnlijk het zwijgen oplegt, echter is dit nooit bewezen. Dit is tevens het einde van de verhaallijn.

## Rolverdeling
- Frank Vincent - Salvatore Leone (stem) [a]
- Michael Madsen - Toni Cipriani (stem)
- Debi Mazar - Maria Latore (stem)
- Guru - 8–Ball (stem)
- Cynthia Farrell - Catalina Vialpando (stem)
- Michael Rapaport - Joey Leone (stem)
- Lianna Pai - Asuka Kasen (stem)
- Les J.N. Mau - Kenji Kasen (stem)
- Robert Loggia - Ray Machowski (stem)
- Kyle MacLachlan - Donald Love (stem)
- Ned Luke - Miguel (stem)
- Joe Pantoliano - Luigi Goterelli (stem)

Noot:
1. ↑  Hoofdpersonage Claude heeft geen stemacteur.

## Associaties met 9/11
Voorafgaand aan de release in 2001 van het definitieve spel zijn er diverse wijzigingen aangebracht in GTA III. Dit had te maken met de aanslagen op 11 september die net voor de release plaatsvonden.
Een voorbeeld is de wijk Fort Staunton, het gebied op Staunton Island waar enkele resten van gebouwen staan en waar op dat moment een bouwwerf is gevestigd. Er was veel discussie over deze wijk omdat men niet wist wat hier was gebeurd. De verklaring hiervoor kwam in Grand Theft Auto: Liberty City Stories aan het licht. Omdat dit spel zich drie jaar voor GTA III afspeelt is te zien dat de wijk nog in goede staat is. Echter moet de speler in een van de missies een aantal bommen plaatsen in de metro die zich onder de wijk bevindt. Op deze manier kan de opdrachtgever van de aanslag, Donald Love, zijn gebouw op de 'vrijgekomen' kavel bouwen.
Een ander voorbeeld is een verwijderd personage met de naam Darkel, een zwerver die de stadseconomie wilde saboteren. Dit zou waarschijnlijk een van de opdrachtgevers zijn die Rampage-missies gaf, opdrachten die veel chaos veroorzaakten. Een van zijn missies bestond uit een met bommen beladen roomijswagen (om voetgangers te lokken) in een druk publiek te laten exploderen. Een aangepaste versie van deze missie is gebruikt voor het elimineren van een aantal bendeleden in een van de missies van El Burro.
Het Dodo vliegtuig, het enige beschikbare vliegtuig in het spel, heeft zeer korte vleugels, waardoor vliegen met het toestel uitzonderlijk moeilijk is. Alhoewel de meeste mensen denken dat dit kwam door een verwijderde missie waar de Dodo nog wel vleugels had, is dit niet zo. De engine van GTA III kan vliegtuigen niet goed laten vliegen. Om te camoufleren dat de besturing van de Dodo niet goed is hebben ze de vleugels korter gemaakt om het een realistische reden te geven. De Dodo kwam ook terug in GTA San Andreas waar hij wel goed te vliegen was.
Andere veranderingen omvatten het weglaten van bepaalde voetgangers zoals bejaarden met rollators en schoolkinderen, die zelfs nog niet in het nieuwste spel zitten.

## Modificaties
Er zijn talloze mods voor GTA III te vinden. Ook is er een (nog steeds) werkende multiplayer-mod, genaamd: GTA3: MTA. Alhoewel deze mod niet veel meer gebruikt wordt, omdat veel mensen zich focussen op de nieuwere mod voor Grand Theft Auto: San Andreas genaamd: MTA:SA of SA:MP (San Andreas MultiPlayer).

## Overeenkomst met Grand Theft Auto San Andreas
In Grand Theft Auto San Andreas komt ook een missie voor waar de hoofdpersoon naar Liberty City moet vliegen. Dit stukje van Liberty City is een kopie van de GTA III. Het gaat om het gebied met Saint Marks Bistro. Er zijn enkele verschillen zoals de parkeerplaats en de straat.
Claude komt ook een keer voor in Grand Theft Auto San Andreas samen met Catalina, als Catalina samen met Claude vertrekt naar Liberty City. In dat stukje zegt Claude niks.

## Censuur
In Australië is een gecensureerde variant van dit spel op de markt gebracht. Hierbij is het niet meer mogelijk om straatprostituees op te pikken. In de volledige uitvoering van het spel kan hiermee de gezondheid van de hoofdpersoon worden verhoogd.

## Platforms
| Jaar | Platform      |
| ---- | ------------- |
| 2001 | PlayStation 2 |
| 2002 | Windows       |
| 2003 | Xbox          |
| 2010 | OS X          |
| 2011 | iOS, Android  |
| 2012 | PlayStation 3 |
| 2015 | PlayStation 4 |

## Ontvangst
| Beoordeeld door                       | Platform      | Datum            | Score |
| ------------------------------------- | ------------- | ---------------- | ----- |
| Gaming Age                            | PlayStation 2 | 2001             | 100%  |
| Game Vortex                           | PlayStation 2 | 2001             | 100%  |
| Joystick (Frans)                      | Windows       | juli 2002        | 97%   |
| Gaming Target                         | PlayStation 2 | 15 november 2001 | 96%   |
| FileFactory Games / Gameworld Network | Windows       | 25 juni 2002     | 96%   |
| Gameguru Mania                        | Windows       | 11 juni 2002     | 91%   |
| DarkZero                              | PlayStation 2 | 2003             | 90%   |
| GamersHell.com                        | Windows       | 2002             | 90%   |
| IGN                                   | iPhone        | 19 december 2011 | 75%   |
| Gamereactor (Sweden)                  | iPhone        | 20 december 2011 | 70%   |

## Trivia
- Het spel is opgenomen in het boek 1001 Video Games You Must Play Before You Die van Tony Mott.